# 55 Cancri e
55 Cancri e, chiamato anche Janssen, è un pianeta extrasolare con una massa 8,6 volte quella terrestre, con un raggio circa il doppio di quello del nostro pianeta. Orbita attorno alla stella 55 Cancri, impiega meno di un giorno terrestre per completare la sua orbita ed è il pianeta più interno del suo sistema planetario. Scoperto nel 2004, fu la prima super Terra scoperta, e a causa della sua relativa vicinanza, di circa 40 anni luce, è divenuto in seguito uno degli esopianeti maggiormente studiati dagli scienziati.
Dopo la sua scoperta si è creduto che 55 Cancri e fosse un pianeta oceanico, o un piccolo gigante gassoso, o in alternativa, un pianeta di carbonio. Tuttavia dopo diversi anni, osservando i suoi transiti, si è potuta calcolare la densità, piuttosto elevata, e, primo caso per un pianeta relativamente piccolo, si è potuta mappare direttamente la sua superficie, suggerendo che si tratti di un pianeta di lava.
Osservazioni condotte con il telescopio spaziale Hubble nel 2016 hanno rilevato la presenza di idrogeno ed elio, mentre non sono state rilevate tracce di vapor d'acqua.

## Scoperta
55 Cancri e fu scoperto attraverso le variazioni della velocità radiale della sua stella. All'epoca della scoperta, erano già noti altri tre pianeti orbitanti attorno a 55 Cancri. Questo pianeta fu anche uno dei primi pianeti extrasolari scoperti ad avere una massa simile a quella del pianeta Nettuno, e fu annunciato assieme ad un altro pianeta simile, orbitante attorno alla stella Gliese 436, e noto come Gliese 436 b.

## Orbita e massa
55 Cancri e possiede un'orbita molto stretta attorno alla sua stella madre, al punto da impiegare meno di un giorno per completare la rivoluzione; il pianeta, considerato un nettuniano caldo, possiede inoltre un'orbita eccentrica, dovuta all'interazione con la massa di 55 Cancri b. La sua massa è circa otto volte quella della Terra e il suo raggio è di 1,875 r⊕. Le osservazioni astrometriche del telescopio spaziale Hubble suggeriscono che l'orbita del pianeta sia inclinata di 53° rispetto al piano celeste. 

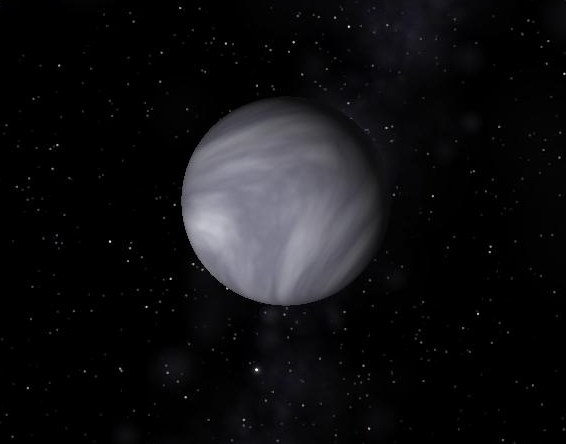
55 Cancri e visto con il programma Celestia

## Caratteristiche
Le caratteristiche fisiche del pianeta quali raggio, composizione e temperatura non sono conosciute esattamente, così come non si sa se si tratti di un pianeta gassoso, come Nettuno, o di un pianeta a superficie solida e rocciosa, come la Terra. Nel secondo caso, un pianeta roccioso di tali dimensioni potrebbe essersi formato grazie alla compattazione di materiale deviato dai pianeti maggiori del sistema; nel primo caso, il pianeta potrebbe essersi formato più esternamente, e sarebbe poi migrato verso la stella prima di completare il notevole accumulo di gas tipico dei pianeti giganti. È ritenuto poco probabile, invece, che possa essere un pianeta ctonio: l'esistenza di pianeti gioviani transitanti in orbite di corto periodo indica che lo strato gassoso dei pianeti giganti può sopravvivere a lungo anche nelle regioni più interne del sistema planetario. Secondo uno studio del 2012, sotto la superficie composta da grafite il pianeta nasconderebbe uno strato consistente di puro diamante. Nell'ottobre di quell'anno, il ricercatore della Yale University, Nikku Madhusudhan, ha pubblicato tale scoperta su Astrophysical Journal Letters.

## Un pianeta cambiato
Dal 2005 sono stati sollevati dubbi sui valori dei parametri orbitali precedentemente calcolati; nel marzo 2010 Rebekah Dawson e la sua équipe hanno scoperto che il periodo orbitale di 2,8 giorni era un artefatto. I nuovi valori di Dawson, che attribuiva un periodo di quasi 18 ore e una massa del pianeta di 8,57 M⊕ hanno trovato una successiva conferma. Nell'aprile del 2011, infatti, un nuovo transito ha confermato i nuovi parametri consentendo la misurazione della densità, che è risultata piuttosto elevata, escludendo che potesse trattarsi di un gigante gassoso. Il valore stimato per la densità suggerisce la presenza di un nucleo ferroso e altri metalli al suo interno, integrato da acqua, gas e altri elementi leggeri nelle parti più esterne.
Osservazioni successive con il telescopio spaziale Spitzer hanno permesso, sempre nel 2011, di misurarne il raggio, che è risultato essere 2,3 volte quello terrestre. Inoltre, è stata confermata l'abbondanza di metalli, mentre la gravità superficiale, secondo queste misurazioni, sarebbe 3 volte quella della Terra. La temperatura di equilibrio sulla superficie è stata stimata da 1600 a 2200 K.

## La prima osservazione diretta di luce emanata da un pianeta extrasolare

Rappresentazione delle condizioni di osservazione incontrate dal telescopio spaziale Spitzer.

In data 8 maggio 2012, la NASA ha comunicato che il telescopio spaziale Spitzer ha osservato per la prima volta luce emanata da un pianeta extrasolare e specificatamente da 55 Cancri e: infatti, per la prima volta, Spitzer non ha rilevato la variazione della luce emessa dalla stella al transitare del pianeta di fronte ad essa, bensì ha determinato quanta radiazione infrarossa proviene dallo stesso pianeta. Il risultato dimostra che la superficie del pianeta è scura e che il lato esposto alla stella ha una temperatura superiore ai 2.000 Kelvin, abbastanza perché i metalli si trovino allo stato fuso.
Le osservazioni con il telescopio Spitzer hanno rivelato una variazione dell'emissione termica del pianeta tra il 2012 e il 2013 pari al 300%, che implicherebbe una variazione della temperatura superficiale di 1400-2700 K; Brice-Olivier Demory et al., dell'Università di Cambridge ipotizzano che questi cambiamenti siano dovuti al vulcanismo in atto sulla superficie di 55 cancri e. Ulteriori studi pubblicati nei primi mesi del 2016 conferma che la differenza di temperatura tra l'emisfero rivolto sempre verso la stella e quello in ombra è di ben 1300 K, un divario notevolissimo. Gli scienziati pensano che ciò sia dovuto alla mancanza di un'atmosfera, che non permette la ridistribuzione del calore tra i due emisferi, o che l'atmosfera sia molto spessa e presente nel solo lato diurno. Dopo un'attenta mappatura, pare che nell'emisfero più caldo la lava sia allo stato liquido, mentre in quello in ombra essa sia solidificata.
55 Cancri e è stato oggetto di indagine di una tecnologia sperimentale osservativa basata su CubeSat finalizzata alla riduzione del rumore nelle osservazioni fotometriche. Asteria (Arcsecond Space Telescope Enabling Research in Astrophysics) è stato un piccolo satellite dimostrativo collocato in orbita nel 2017 dalla stazione spaziale ed operativo per due anni. Tale tecnologia fa uso di puntatori di precisione per centrare con accuratezza una stella obiettivo nel proprio campo visivo, calcolarne la luminosità e la variazione in caso di transito planetario.